# 1176

## Esdeveniments
- 22 de maig - Atemptat mortal dels Hashshashin (Assassins) contra Saladí[cal citació] a Alep.

## Necrològiques
- 3 de març - castell de Colltort, Sant Feliu de Pallerols (la Garrotxa): Ramon Folc III de Cardona vescomte de Cardona, assassinat a traïció per Guillem de Berguedà (segons altres fonts l'any anterior; n. 1151).